# Prinsesse Dagmar Ø

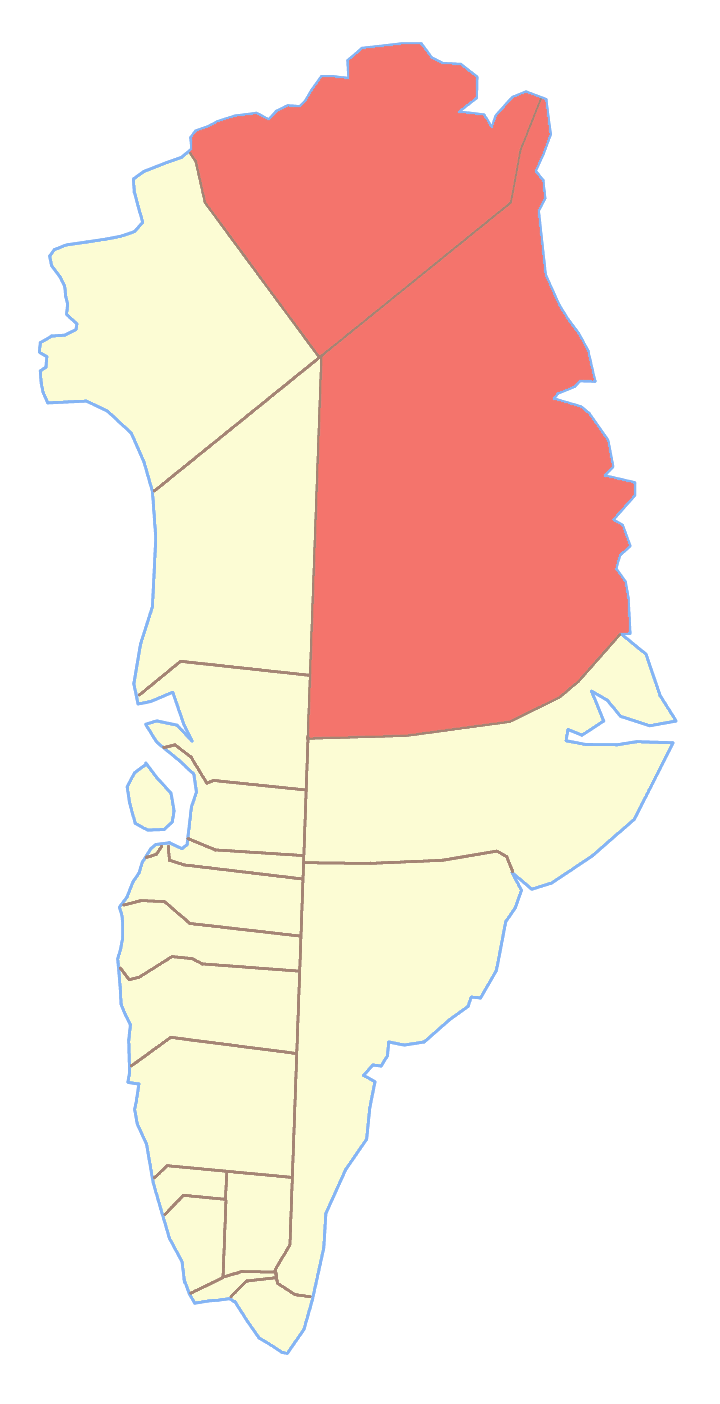
Parco nazionale della Groenlandia nordorientale, dove si trova Prinsesse Dagmar Ø

Prinsesse Dagmar Ø è un'isola disabitata della Groenlandia di 145 km². 
Prima della riforma municipale groenlandese faceva parte della contea della Groenlandia Settentrionale.
È situata nel Parco nazionale della Groenlandia nordorientale, fuori da qualsiasi comune.